# Emerich Jenei
Emerich Jenei (křestním znám i jako Imre či Emeric, příjmením znám i jako Ienei;* 22. března 1937 	Agrișu Mic) je bývalý rumunský fotbalista a fotbalový trenér.
Většinu kariéry hrál za Steauu Bukurešť na postu defenzivního záložníka.
Jako trenér byl několikrát ve Steaue Bukurešť, s níž v roce 1986 vyhrál Pohár mistrů. Vedl též rumunskou a maďarskou reprezentaci.

## Osobní život
Jeho rodiče byli etničtí Maďaři v Rumunsku. Protože otec nechtěl do rumunské armády, přestěhovali se do Lučence, který byl v letech 1938–1945 v Maďarsku. Otec byl v maďarské armádě za 2. světové války. Po válce se Emerich Jenei s matkou vrátili do Rumunska a poté se ze zajetí vrátil otec. Nato matka zemřela, když bylo Emerichovi 12 let.

## Hráčská kariéra
Jenei hrál většinu kariéry za Steauu Bukurešť na postu defenzivního záložníka.
V reprezentaci odehrál 12 zápasů. V roce 1964 byl na olympiádě.

## Trenérská kariéra
V trenérské klubové kariéře vyniká několik angažmá ve Steaue Bukurešť. S ní v roce 1986 vyhrál Pohár mistrů, když ve finále v Seville hráli s Barcelonou 0:0 a pohár získali na penalty.
Jenei vedl též rumunskou a maďarskou reprezentaci. S Rumunskem byl na MS 1990, kde vypadli v osmifinále s Irskem, a na ME 2000, kde vypadli ve čtvrtfinále s Itálií po tom, co dokázali ve skupině vyřadit Anglii a Německo.

## Úspěchy

### Hráč
Steaua Bukurešť
- Liga I (3): 1959–60, 1960–61, 1967–68
- Cupa României (4): 1961–62, 1965–66, 1966–67, 1968–69

### Trenér
Steaua Bukurešť
- Pohár mistrů (1): 1985–86
- Liga I (5): 1975–76, 1977–78, 1984–85, 1985–86, 1993–94
- Cupa României (3): 1975–76, 1984–85, 1998–99